# Apache Accumulo
Apache Accumulo é um projeto de software de computador que desenvolveu um classificado, armazenamento distribuído de chave/valor com base na tecnologia  BigTable do Google. É um sistema construído em cima de Apache Hadoop, do Apache ZooKeeper, e do Apache Thrift. Escrito em Java, Accumulo tem rótulos de acesso a nível de célula e mecanismos programação server-side. Em 2015, Accumulo é o terceiro mais popular armazenamento NoSQL largura de coluna de acordo com o ranking DB-Engines , atrás do Apache Cassandra e Hbase.

## História
Accumulo foi criado em 2008 pela Agência de Segurança Nacional americana e contribuiu para a Apache Foundation como uma incubadora de projeto, em setembro de 2011.
Em Março 21, 2012, Accumulo se formou a partir da incubação na Apache, tornando-o um projeto de nível superior.

### Controvérsia
Em junho de 2012, a US Senate Armed Services Committee (SASC) lançou o Projecto de outubro de 2012 o Departamento de Defesa (DoD) projeto de lei de Autorização, que incluía referências a Apache Accumulo. No projeto de lei SASC necessário DoD para avaliar se o Apache Accumulo poderia alcançar a viabilidade comercial do produto antes de implementá-lo todo o departamento de defesa. Critérios específicos não foram incluídos na proposta de linguagem, mas também de estabelecimento comercial entidades de apoio Apache Accumulo poderia ser considerado um fator de sucesso.

## Principais características

### Segurança em nível de célula
Apache Accumulo estende o modelo de dados BigTable, adicionando um novo elemento chave chamado Visibilidade da Coluna. Este elemento armazena uma combinação lógica de etiquetas de segurança que deve ser satisfeito no momento da consulta, a fim de que a chave e o valor a ser retornado como parte de uma solicitação de usuário. Isso permite que dados de diferentes requisitos de segurança a serem armazenadas na mesma tabela, e permite que os usuários vejam só essas chaves e valores que lhes são permitidas.

### Programação Server-side
Além de Segurança em Nível de Célula, Apache Accumulo oferece um mecanismo programação server-side chamado Iteradores que permite aos usuários executar um processamento adicional no Tablet Servidor. A gama de operações que pode ser aplicado é equivalente a esses que podem ser implementadas dentro de um MapReduce Combinador de função, o que produz um valor agregado para vários pares de chave-valor.

## Artigos
- 2011 YCSB++: Benchmarking de Desempenho e Depuração de Recursos Avançados em Escalável Tabela Armazena pela Universidade Carnegie Mellon university e a Agência de Segurança Nacional.
- 2012 Condução de Big Data Com Grandes Computação pelo MIT Lincoln Laboratory.
- 2013 D4M 2.0 Esquema:de uso Geral de Alto Desempenho Esquema para o Accumulo de Banco de dados pelo MIT Lincoln Laboratory.
- 2013 Espaço-temporal que a Indexação Não-relacional de Bases de dados Distribuídas pelo CCRi